# Tambores metálicos de Trinidad y Tobago

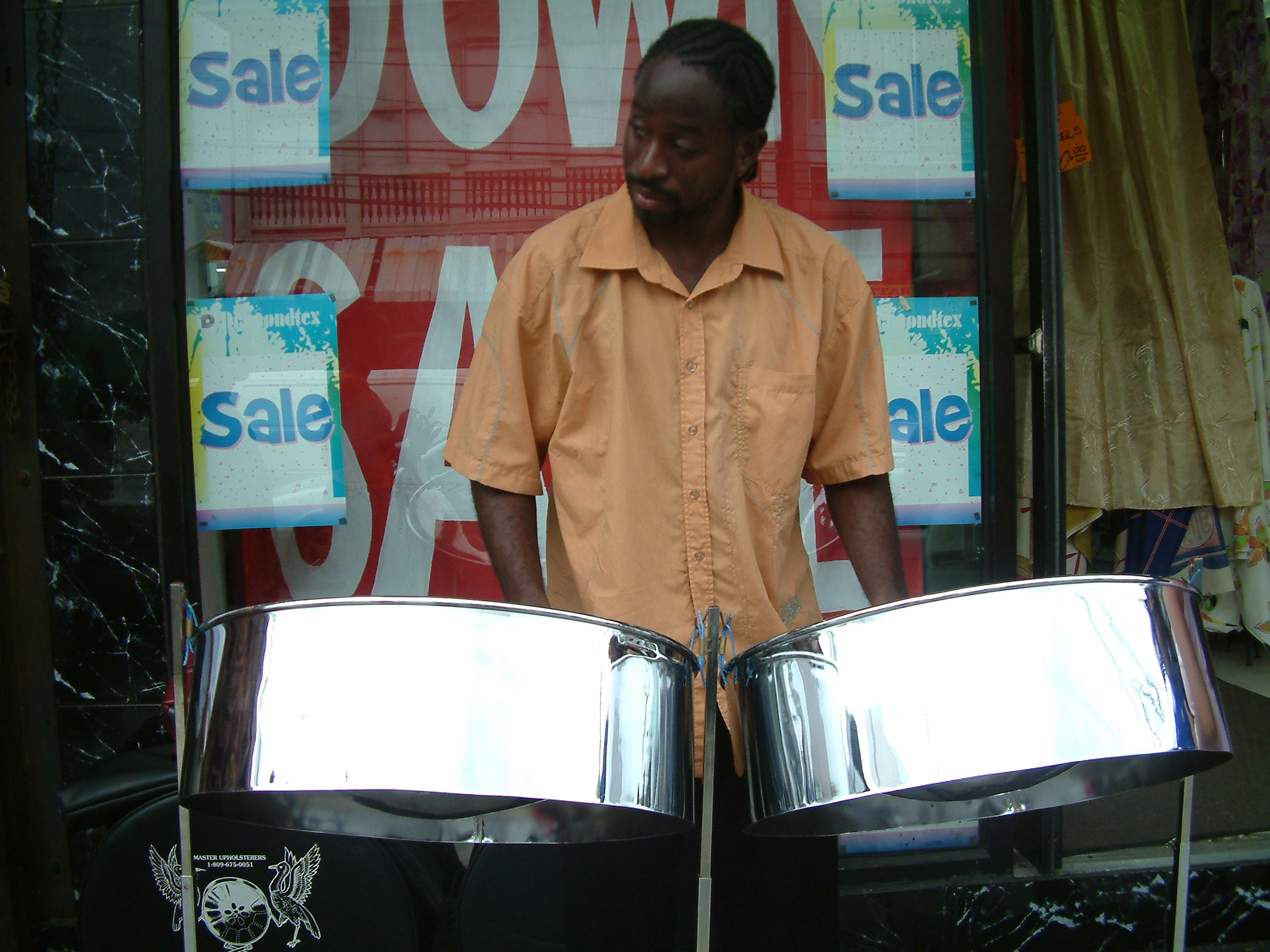
Un intérprete tocando un par de tambores metálicos.

Los tambores metálicos —conocidos en inglés como steelband, steelpan o steeldrums— son una gama de instrumentos musicales y también un género de la música de Trinidad y Tobago, país localizado en el oriente de la cuenca del mar Caribe. Cuando los trinitarios se refieren al conjunto que ejecuta música con los tambores metálicos, emplean el término steelband, que en español se puede traducir como banda de acero.
Los steelpan son instrumentos de percusión que se afinan en escala cromática, aunque existen algunos de ellos que son afinados en escala diatónica. Para fabricar uno de estos tambores, se emplean contenedores de acero de cincuenta y cinco galones (aprox. 200 litros) de los que se emplean para almacenar petróleo. De hecho, uno de los nombres nativos de Trinidad para este instrumento —drum— deriva del término inglés con que se designan los tinacos que se emplean en la confección del tambor. El tambor metálico es correctamente llamado steelpan o pan, en tanto que es un instrumento de la familia de los idiófonos, y no se trata propiamente de un tambor, que es un membranófono.

## Origen y desarrollo de lossteelband

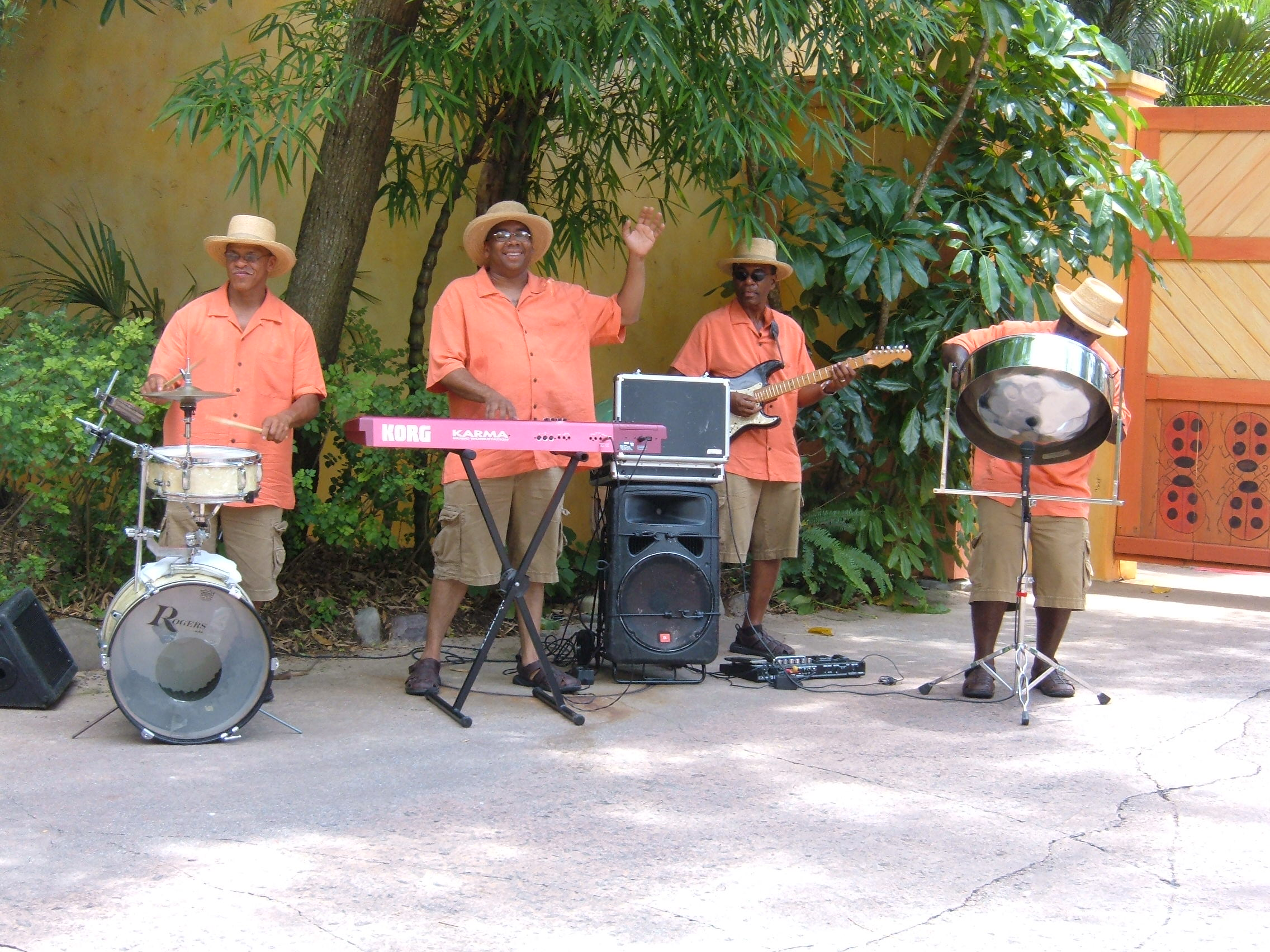
Un grupo de músicos de tambores metálicos, o steelband.

Existe controversia acerca del origen preciso del "steelband". Aunque se reporta que Winston "Spree" Simon tocaba una vieja bandeja de horno, percutiéndola con una mazorca de maíz, para formar un tambor metálico, la historia de la evolución y el desarrollo de los actuales tambores trinitarios de acero es más compleja. Aunque Simon pudo haber sido el primero en emplear bandejas, rápidamente sustituyó estas por otros tipos de latas, y los tambores metálicos se hicieron presentes inintencionadamente en los Estados Unidos. Se puede adjudicar a muchos africanos ser los creadores de los tambores metálicos de acero. Teniendo como recurso principal la chatarra, empleaban esos materiales de desecho para preservar los aspectos de su cultura nativa en todo el ámbito caribeño. Influenciados por la mezcla de culturas en las Antillas, los tambores metálicos nacieron como un reflejo de los tambores africanos. El mayor auge en el desarrollo de los steelpan tuvo lugar durante la Segunda Guerra Mundial y el primer registro de una steelband — el nombre que reciben en Trinidad los conjuntos que ejecutan música con tambores metálicos— data del 6 de febrero de 1940, durante el Carnaval de Trinidad. Por ejemplo,  en el año 2006, la orquesta The Neal & Massy Trinidad All-Stars, integrada por un conjunto de ejecutantes de tambores metálicos, celebró su 71.er aniversario. Esta steelband es considerada la más antigua del mundo en su género. 
Las primeras bandas de tambores metálicos eran orquestas rítmicas. Durante la década de 1940, los barriles de acero con capacidad de 55 galones fueron los más apreciados para la manufactura de los tambores metálicos, puesto que se descubrió que la percusión de los mismos con el tiempo llevaba a un cambio de sus tonalidades. A raíz de lo anterior, los músicos populares trinitarios desarrollaron técnicas propias para modificar los barriles vacíos y hacerlos instrumentos capaces de producir diferentes tonos y por tanto melodías. 
Durante la Segunda Guerra Mundial, las bandas tamboo bamboo, que eran las tradicionales en el Carnaval de Trinidad, incorporaron barriles vacíos desechados por el ejército estadounidense para producir versiones más elaboradas de sus instrumentos. Ellie Mannette es considerada la primera persona en emplear barriles de petróleo —1946— para la confección de un steelpan. A finales de la década de 1940, la música de tambores metálicos se había difundido por todas las islas vecinas.

## Construcción

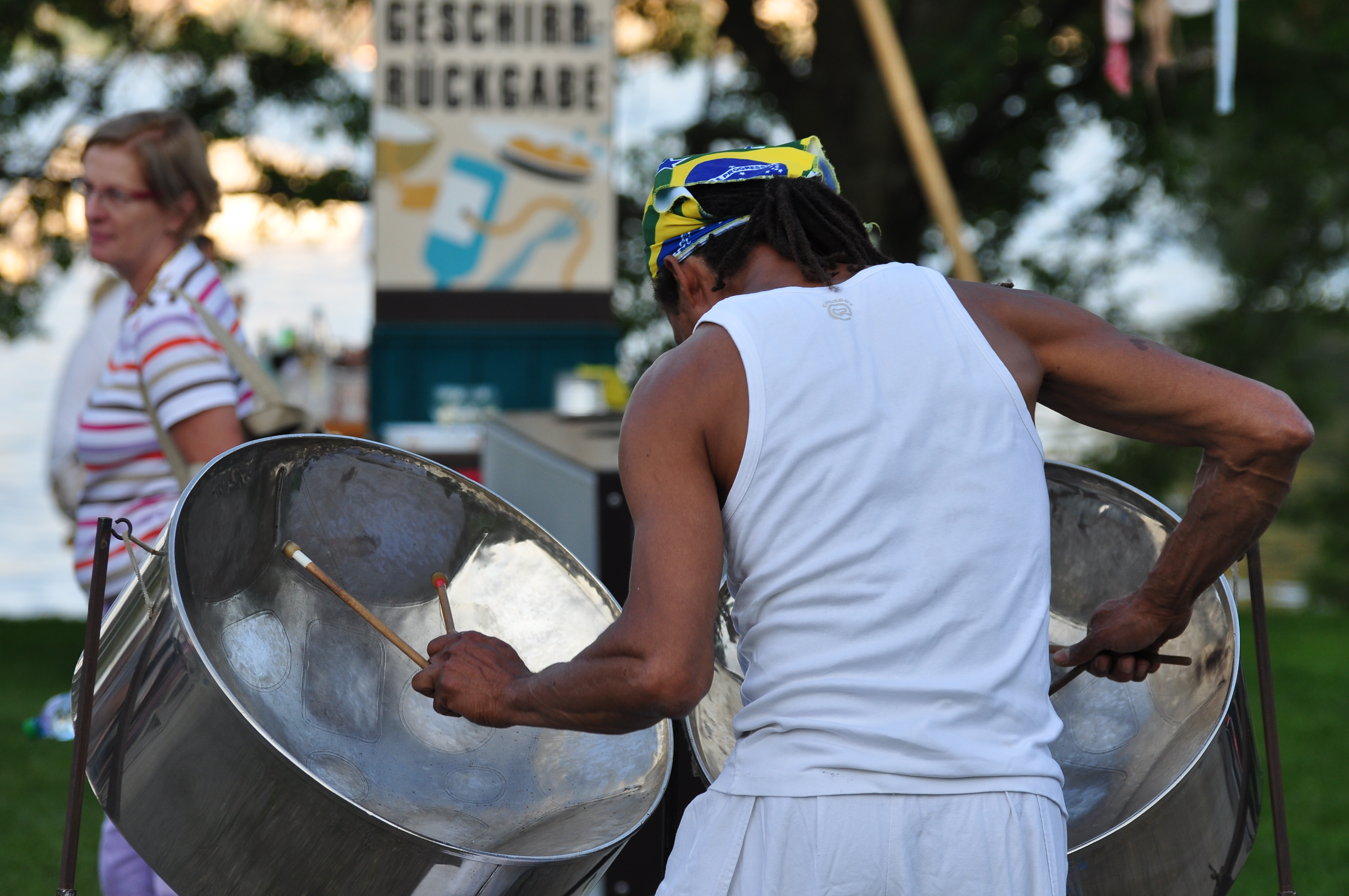
Músico de steelpan tocando.

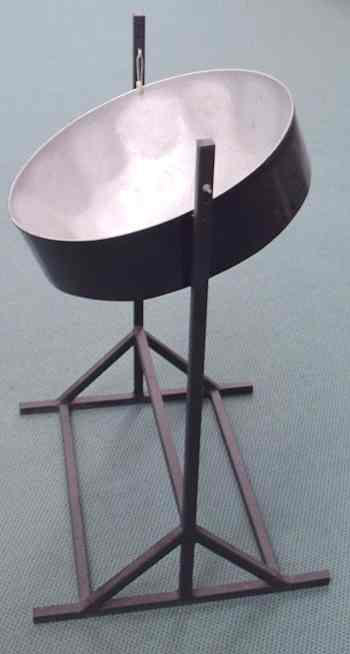
Tambor tenor de Tobago.

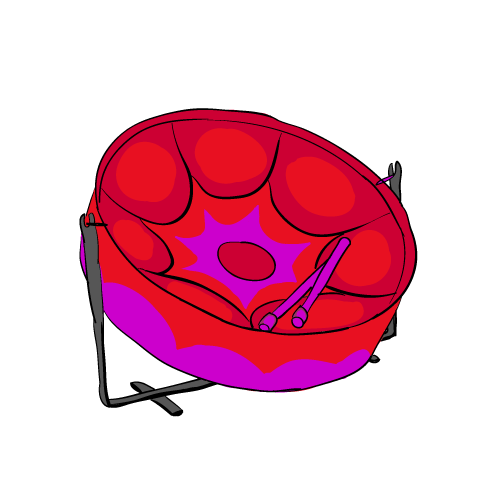
Representación esquemática de un steel pan.

Los tambores metálicos de Trinidad son construidos mediante el golpeo de las tapas de los bidones de petróleo hasta adquirir una forma semejante a la de un tazón, proceso conocido como hundimiento del tambor (en inglés, sinking the drum). El tambor es temperado al fuego, hasta que esté al rojo blanco, y es posteriormente enfriado. Una vez hecho lo anterior, el tambor es afinado mediante martillos y otras herramientas que permiten que en diversas partes de la superficie del steelpan se produzcan sonidos distintos. 
El tamaño del instrumento es muy variable. Puede llegar a tener la falda —la parte cilíndrica de lo que era el barril petrolero— dividida en treinta notas diferentes. Existen algunos steelpans cuya superficie está dividida en únicamente tres notas, en cuyo caso una persona puede tocar hasta seis tambores. La longitud de la falda varía de acuerdo a la tesitura del instrumento.